# Charlie Hunnam
Charlie Hunnam, właśc. Charles Matthew Hunnam (ur. 10 kwietnia 1980 w Newcastle upon Tyne) – brytyjski aktor i scenarzysta telewizyjny i filmowy, model.

## Życiorys

### Wczesne lata
Przyszedł na świat w Newcastle upon Tyne jako drugi z czterech synów (po bracie Williamie, później miał dwóch młodszych braci przyrodnich, Olivera i Christiana, ze strony matki) Williama „Billy’ego” Hunnama (1952–2013), gangstera i handlarza złomu, i Jane (z domu Bell) Hunnam, właścicielki firmy. Jego babka ze strony matki była artystką portrecistką premiera w Newcastle.
Jego rodzice rozwiedli się, gdy miał dwa lata i przeniósł się do wsi Melmerby w Kumbriii. Kiedy miał dwanaście lat, jego matka ponownie wyszła za mąż. Uczęszczał do Heaton Manor School w Newcastle, a po przeprowadzce poszedł do Queen Elizabeth Grammar School w Penrith. Hunnam został wydalony z gimnazjum i zdawał swoje egzaminy z domu. Naukę kontynuował w Cumbria College of Art and Design, gdzie ukończył studia w zakresie teorii i historii filmu obok aktorstwa.

### Kariera
W wieku 17 lat, Hunnam został odkryty w sklepie obuwniczym na Wigilię podczas zakupów butów dla swojego brata, kiedy to wygłupiał się po pijaku. Kierownik produkcji młodzieżowego serialu BBC Byker Grave (1996) zaangażował go w trzech odcinkach do roli zamkniętego w sobie młodego modela Jasona.
W 1998 roku przeniósł się do Los Angeles, gdzie chciał uzyskać więcej ról filmowych, a tym samym rozwijać swoją karierę. Jednak bez skutku brał udział w wyczerpujących przesłuchaniach, m.in. do serialu Jezioro marzeń (Dawson’s Creek) oraz do roli Anakina Skywalkera w filmie George’a Lucasa Gwiezdne wojny: część II – Atak klonów (Star Wars Episode II: Attack of the Clones, 2002), którą w rezultacie przyjął Hayden Christensen. Potem zagrał młodą wokalistkę rockową Daze w brytyjskim filmie Co się przydarzyło Haroldowi S? (Whatever Happened to Harold Smith?, 1999).
Sławę w swoim rodzimym kraju zdobył po zagraniu roli piętnastoletniego geja w brytyjskim kontrowersyjnym serialu telewizyjnym Channel 4 Queer as Folk (1999) i jego sequelu Queer as Folk 2 (2000). W sitcomie Studenciaki (Undeclared, 2001–2002) pojawił się jako chłopak z problemami w relacjach rodzinnych, który w latach 70. przechodzi metamorfozę i porzuca muzykę disco dla punka.
Przerażał na dużym ekranie rolą psychopatycznego byłego chłopaka Katie Holmes w thrillerze Porzucona (Abandon, 2002). Otrzymał tytułową postać młodzieńca, który po śmierci ojca musi nagle pożegnać się z dostatnim i beztroskim życiem w ekranizacji powieści Charlesa Dickensa Nicholas Nickleby (2002), która uzyskała nominacje do nagrody Złotego Globu w kategorii Najlepszy Film. Nie udało mu się zagrać roli Anakina Skywalkera w drugiej części filmu sci-fi Gwiezdne wojny: Atak klonów (Star Wars: Episode II – Attack of the Clones, 2002), bo ostatecznie do tej roli został zaangażowany kanadyjski aktor Hayden Christensen. Wystąpił jako jeden z okrutnych członków bandy rabusiów w nominowanym do Złotego Globu melodramacie Wzgórze nadziei (Cold Mountain, 2003) z Nicole Kidman, Renée Zellweger i Natalie Portman. Dołączył potem do obsady filmu Hooligans (2005) jako gwałtowny fan West Ham obok Elijaha Wooda i Leo Gregory’ego, a następnie zagrał w filmie sci-fi Ludzkie dzieci (Children of Men, 2006).
Popularność zapewniła mu rola Jacksona „Jaxa” Tellera, brutalnego szefa gangu motocyklowego, w serialu FX Synowie Anarchii (Sons of Anarchy, 2008-2014) z Katey Sagal.
Reklamował czekoladowe mleko, a w 2005 roku brał udział w kampanii reklamowej Emporio Armani. W 2014 obok holenderskiej modelki Doutzen Kroes wziął udział w kampanii perfum Calvina Kleina Reveal.

## Życie prywatne
Dwa tygodnie po spotkaniu z aktorką Katharine Towne, podczas przesłuchań do serialu Jezioro marzeń (Dawson’s Creek), ożenił się 25 lipca 1999 w Las Vegas. Jednak w roku 2002 doszło do rozwodu. W 2007 związał się z projektantką biżuterii Morganą McNelis.

## Filmy fabularne
- 1999: Co się przydarzyło Haroldowi S? (Whatever Happened to Harold Smith?) Daz
- 2002: Porzucona (Abandon) jako Embry Larkin
- 2002: Nicholas Nickleby jako Nicholas Nickleby
- 2003: Wzgórze nadziei (Cold Mountain) jako Bosie
- 2005: Hooligans (Green Street) jako Peter 'Pete' Dunham
- 2006: Ludzkie dzieci (Children of Men) jako Patric
- 2011: The Ledge jako Gavin Nichols
- 2012: 3, 2, 1... Frankie w sieci (3,2,1... Frankie Go Boom) jako Frankie
- 2013: Deadfall jako Jay
- 2013: Pacific Rim jako Raleigh Becket
- 2015: Crimson Peak. Wzgórze krwi jako dr Alan McMichael
- 2016: The Lost City of Z jako Percy Fawcett
- 2017: Król Artur: Legenda Miecza (King Arthur: Legend of the Sword) jako król Artur
- 2017: Papillon jako Henri Charrière
- 2019: Dżentelmeni: jako Ray
- 2019: Potrójna granica: jako William "Ironhead" Miller
- 2021: Last Looks jako Charlie Waldo

## Seriale TV
- 1996: Byker Grove jako Jason
- 1997: Moje cudowne życie (My Wonderful Life) jako Wes
- 1999: Microsoap jako Brad
- 1999–2000: Queer as Folk jako Nathan Maloneym
- 2000: Amerykańskie nastolatki (Young Americans) jako Gregor Ryder
- 2001–2002: Studenciaki (Undeclared) jako Lloyd Haythe
- 2008: Beast of Bataan jako major John Skeen
- 2008–2014: Synowie Anarchii (Sons of Anarchy) jako Jackson „Jax” Teller
- 2009: Last Full Measure jako William H. Pitsenbarger